# Skaner 3D

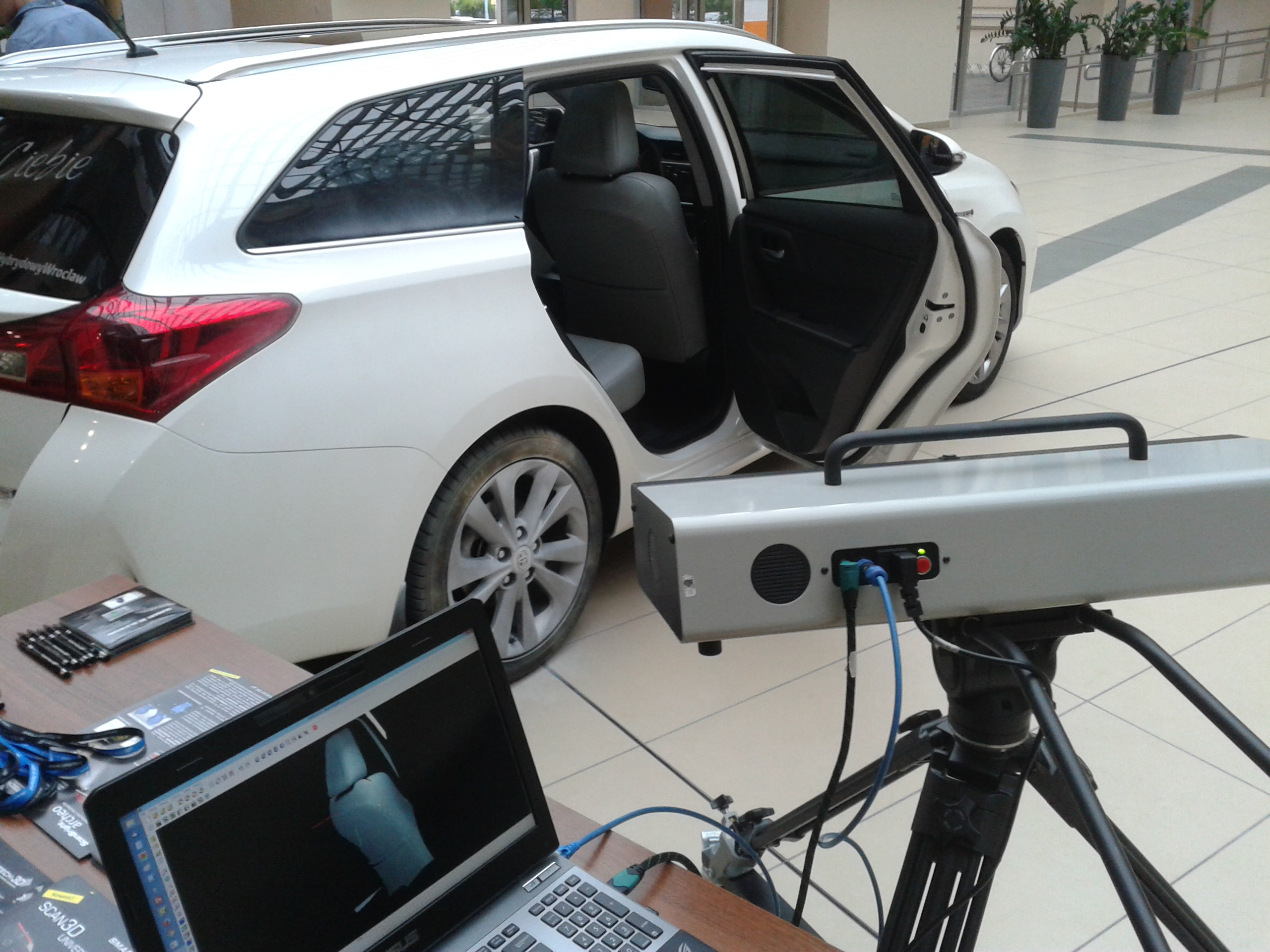
Skanowanie 3D samochodu

Skaner 3D – urządzenie, które analizuje obiekt lub otoczenie świata rzeczywistego w celu zgromadzenia danych na temat jego kształtu, a czasem także jego wyglądu (na przykład koloru). 
Skanowanie 3D może odbywać się z użyciem wielu różnych technologii; każda z nich posiada swoje ograniczenia oraz mocne strony. Przykładowo, technologie optyczne mają utrudnione skanowanie obiektów połyskliwych lub przezroczystych. Problem ten można rozwiązać poprzez pokrycie obiektu środkiem matującym.
Dane zebrane przy użyciu tych skanerów mają szeroki wachlarz zastosowań. Urządzenia te są aktywnie wykorzystywane przez branżę rozrywkową w produkcji filmów i gier komputerowych. Zebrane dane mogą być następnie wykorzystane do skonstruowania cyfrowych trójwymiarowych modeli.
Technologia ta znalazła również szerokie zastosowanie we wzornictwie przemysłowym, protetyce, produkcji ortez, inżynierii odwrotnej, prototypowaniu, kontroli jakości, a także w inspekcji i tworzeniu dokumentacji obiektów kulturowych.

## Funkcjonalność
Skaner 3D ma za zadanie odwzorować kształt obiektu rzeczywistego poprzez zbiór punktów opisujących jego powierzchnie. W efekcie otrzymujemy chmurę punktów o współrzędnych X,Y,Z opisującą skanowany obiekt oraz opcjonalnie kolor powierzchni tego obiektu. Danymi surowymi z każdego pomiaru jest chmura punktów, chociaż niektórzy producenci proponują skanery generujące od razu siatkę rozpiętą na tych punktach. Model siatkowy jest obecnie bardziej popularnym formatem w zastosowaniach przemysłowych czy wizualizacyjnych. Z danych surowych (chmur punktów) korzysta się przy dokumentacji lub kontroli jakości skanowanych obiektów ze względu na mniejsze przekłamania.
Skanery 3D posiadają kilka cech wspólnych z aparatami fotograficznymi. Podobnie, jak większość aparatów, posiadają przypominające stożek pole widzenia oraz są w stanie zbierać informacje o powierzchni obiektów, które nie są zasłonięte. Podczas gdy aparat zbiera informacje na temat koloru powierzchni w jego polu widzenia, skaner 3D pobiera informacje odnośnie do dystansu w jego polu widzenia. Skan wygenerowany poprzez skaner 3D opisuje dystans do powierzchni obiektu przy każdym punkcie w skanie. Pozwala to na identyfikację trójwymiarowej pozycji każdego punktu w skanie.
W większości sytuacji, pojedynczy skan nie wygeneruje pełnego modelu obiektu. Wiele skanów z wielu kierunków będzie zazwyczaj konieczne do uzyskania informacji odnośnie do całego obiektu. Skany te muszą zostać sprowadzone do wspólnego systemu referencyjnego, proces ten nazywa się łączeniem lub rejestracją.

## Technologia
Jest wiele technologii cyfrowego pozyskiwania kształtu obiektu trójwymiarowego. Dobrze ugruntowana klasyfikacja dzieli je na dwie kategorie: kontaktowe i bezkontaktowe. Bezkontaktowe rozwiązania mogą być podzielone na dodatkowe dwie kategorie: aktywne i pasywne. Jest wiele technologii, które można zaliczyć do jednej z tych dwóch kategorii.

### Kontaktowe
Kontaktowe skanery 3D badają obiekt poprzez fizyczny dotyk, podczas gdy obiekt jest w kontakcie lub spoczywa na płaskiej powierzchni płyty pomiarowej, wyszlifowanej i wypolerowanej do określonego maksimum chropowatości powierzchni. W przypadku, gdy skanowany obiekt nie jest płaski lub nie może stabilnie spocząć na płaskiej powierzchni, wówczas jest podpierany i utrzymywany na swoim miejscu przez uchwyt mocujący.

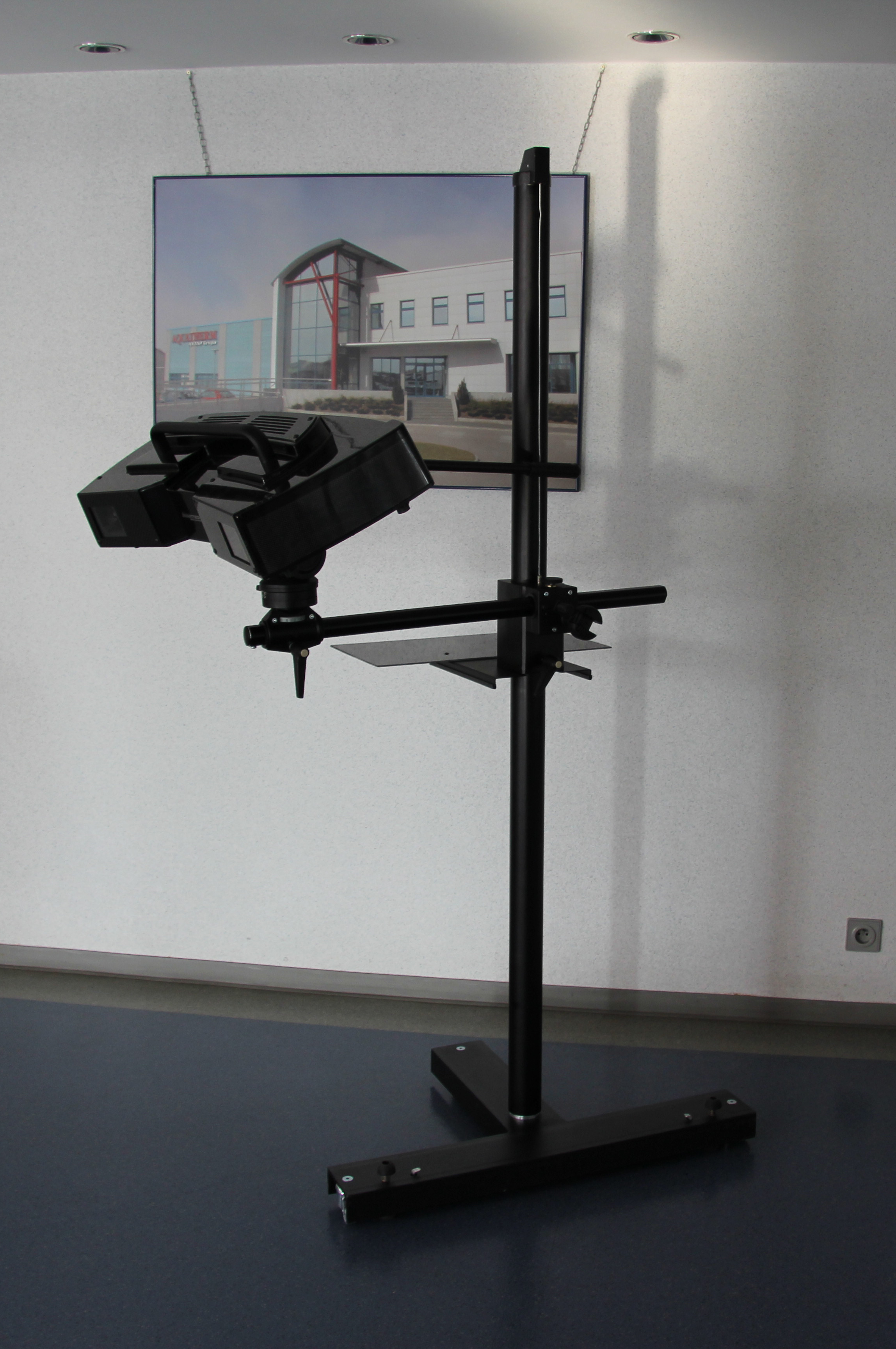
Skaner 3D w technologii światła strukturalnego na statywie kolumnowym

### Bezkontaktowe aktywne
Aktywne skanery 3D emitują pewien rodzaj promieniowania i wykrywają jego refleksje lub promieniowanie przechodzące przez obiekt w celu zbadania obiektu lub otoczenia. Do możliwych rodzajów emisji zalicza się światło, ultradźwięki, a także promieniowanie rentgenowskie.

#### Światło strukturalne
Skanery 3D używające światła strukturalnego projektują wzory świetlne na obiekt i analizują deformacje tych wzorów na obiekcie. Wzory są projektowane na obiekt przy użyciu projektora LCD lub innego stabilnego źródła światła. Detektor, który znajduje się w pewnej odległości od projektora w skanerze, przygląda się kształtowi wzoru i oblicza dystans każdego punktu chmury w polu widzenia.
Skanowanie przy użyciu światła strukturalnego jest wciąż bardzo aktywnym obszarem badań z nowymi artykułami naukowymi publikowanymi każdego roku.
Zaletą skanerów ze światłem strukturalnym jest szybkość oraz precyzja (z dokładnością nawet do kilkudziesięciu mikrometrów). Zamiast skanowania punktów pojedynczo, skanery światła strukturalnego skanują wiele punktów poprzez skanowanie całego obszaru pola widzenia jednocześnie. Skanowanie całego pola widzenia w ułamku sekundy zmniejsza lub eliminuje problem zniekształceń spowodowanych ruchem.
Światło laserowe

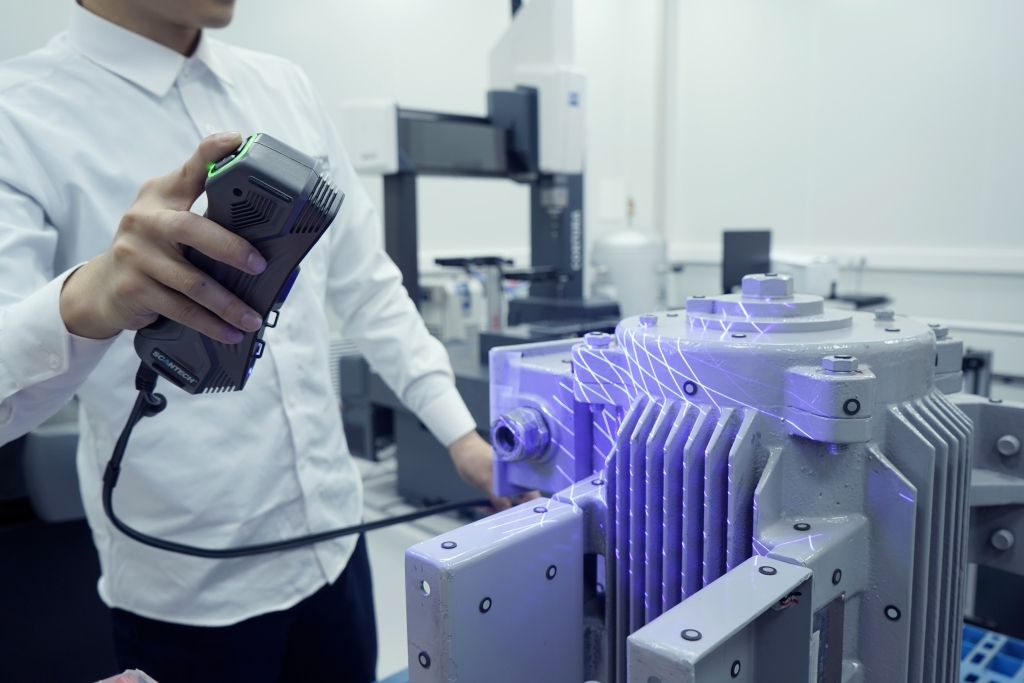
Ręczny skaner laserowy 3D wykorzystujący niebieski laser

Światło strukturalne nie jest jedynym, jakie jest wykorzystywane do pozyskiwania precyzyjnych danych trójwymiarowych o różnych obiektach. Najnowocześniejsze skanery 3D stosują emiter laserowy do oświetlania prążkami mierzonego obiektu, a dwie kamery rejestrują ich odkształcenia i przekazują do cyfrowej analizy w komputerze. W zależności od możliwości i wymagań stosowane są lasery: czerwone, niebieskie oraz podczerwone. Skanery korzystające z lasera niebieskiego zwiększają możliwości pomiarów powierzchni o niskim kontraście, jak np. czarne lub połyskujące. Natomiast sam proces pomiaru odbywa się w sposób ciągły, bez przerw na pojedyncze skany, dzięki czemu proces jest niewrażliwy na potencjalne wstrząsy i z łatwością można go używać w środowisku przemysłowym.
Najczęściej spotykanymi skanerami laserowymi są systemy obsługiwane ręcznie, gdzie operator jest statywem. Nie wymagają one stosowania ciężkich i niezgrabnych statywów, zwiększając swoją mobilność i elastyczność. Skanery laserowe mogą być także wykorzystywane z robotami i cobotami, umożliwiając automatyzację procesu pomiarowego.
Najbardziej rozbudowane skanery 3D w technologii laserowej posiadają wbudowane systemy fotogrametryczne, umożliwiając dokładne i stabilne pomiary elementów o gabarytach nawet powyżej 10 m, a także obszary pomiarowe o różnej wielkości (najczęściej od ok. 200 × 200 mm do nawet 1400 × 900 mm), dzięki czemu łatwo dopasować się do wymaganej rozdzielczości pomiarowej i gabarytów obiektu.

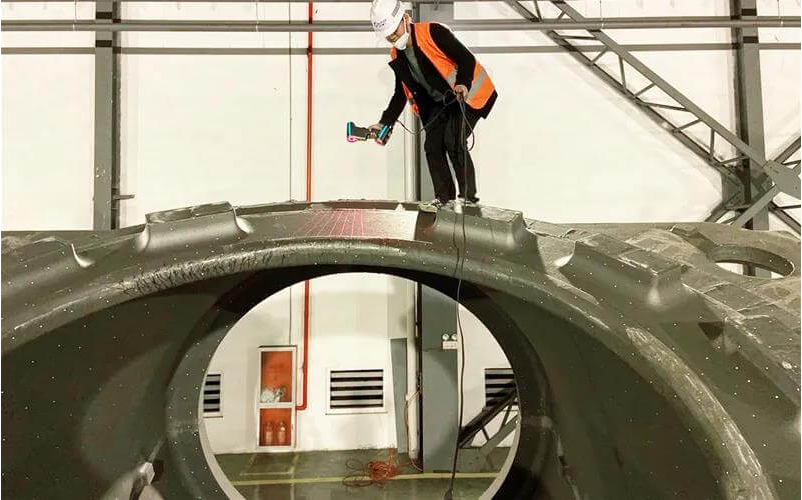
Skanowanie 3D piasty turbiny wiatrowej za pomocą ręcznego skanera laserowego 3D

Do największych zalet ręcznych skanerów laserowych można zaliczyć:
- mobilność (małe wymiary, niska waga, brak statywów),
- uniwersalność (możliwość obsługi manualnej, integracji z robotami, pomiaru w ciasnych przestrzeniach),
- stabilność (zwarte konstrukcje, brak elementów ruchomych jak np. wymienne obiektywy),
- niewrażliwość na zewnętrzne warunki oświetleniowe (możliwość stosowania w laboratoriach, halach produkcyjnych, przy świetle dziennym),
- elastyczność (zwiększone możliwości pomiaru trudnych powierzchni, jak np. czarne lub obrabiane, możliwość pomiaru obiektów od kilkunastu mm do kilkudziesięciu m),
- wysoka dokładność i rozdzielczość (dokładności sięgające 0,01-0,2mm).

### Bezkontaktowe pasywne
Pasywne skanery 3D nie emitują żadnego światła czy promieniowania same z siebie i zamiast tego polegają na detekcji odbitego światła otoczenia. Większość rozwiązań tego typu wykrywa światło widzialne, ponieważ jest łatwo dostępnym światłem otoczenia. Inne rodzaje promieniowania jak podczerwień również mogłyby zostać użyte. Metody pasywne mogą być tanie, ponieważ w większości przypadków nie potrzebują specjalnego sprzętu, a jedynie prostego aparatu cyfrowego.

## Zastosowania

### Budownictwo i inżynieria lądowa
- Dokumentacja zabytków
- Kontrola jakości
- Dokumentacja kryminalistyczna[2]

### Proces projektowania
- Zwiększanie dokładności przy pracy ze złożonymi częściami i kształtami
- Koordynowanie projektowania produktu przy użyciu części z wielu źródeł
- Wymiana brakujących lub przestarzałych części
- Tworzenie oszczędności poprzez umożliwienie powykonawczej usługi projektowania, na przykład w zakładach produkcyjnych branży motoryzacyjnej

### Branża rozrywkowa
Skanery 3D są używane przez branże rozrywkową do tworzenia wirtualnych modeli trójwymiarowych na potrzeby filmów, gier komputerowych i celów rekreacyjnych. Są intensywnie używane w kinematografii wirtualnej. W przypadkach, w których istnieje rzeczywisty odpowiednik modelu, jest o wiele łatwiej zeskanować obiekt rzeczywisty, aniżeli ręcznie tworzyć model przy użyciu oprogramowania do modelowania 3D. Często artyści rzeźbią fizyczne modele pożądanego obiektu, a następnie skanują je do postaci cyfrowej, zamiast bezpośrednio tworzyć je w postaci cyfrowej na komputerze.

### Inżynieria odwrotna
Inżynieria odwrotna komponentu mechanicznego wymaga precyzyjnego modelu cyfrowego obiektu w celu jego reprodukcji. Zamiast zestawu punktów, dokładny model cyfrowy może być reprezentowany przez siatkę wielokąta lub w przypadku komponentów mechanicznych idealnym rozwiązaniem byłbym model CAD. Skaner 3D może zostać użyty do digitalizacji form swobodnych lub stopniowo zmieniających ukształtowanie komponentów, jak również geometrii pryzmatycznych, w których maszyna współrzędnościowa jest zazwyczaj używana wyłącznie do określenia prostych wymiarów bardzo pryzmatycznego modelu.
Te punkty danych są następnie przetwarzane w celu utworzenia użytecznego modelu cyfrowego, zwykle przy użyciu specjalistycznego oprogramowania inżynierii odwrotnej.

### Dziedzictwo kulturowe
Było wiele projektów badawczych podejmowanych poprzez skanowanie zabytków i artefaktów, zarówno dla celów dokumentacji, jak i analiz.
Połączone zastosowanie skanowania 3D i technologii drukowania 3D umożliwia tworzenie replik rzeczywistych obiektów bez użycia tradycyjnych technik gipsowych, które w wielu przypadkach mogą być zbyt inwazyjne do wykonania na drogocennych lub delikatnych przedmiotach dziedzictwa kulturowego.

### Medyczny CAD/CAM
Skanery 3D są używane do uchwycenia kształtu na potrzeby tworzenia ortez i w stomatologii, stopniowo wypierając żmudne tworzenie odlewów gipsowych. Oprogramowanie CAD/CAM jest następnie wykorzystywane do projektowania i produkcji ortezy, protezy lub implantów stomatologicznych.

### Zapewnienie jakości i metrologii przemysłowej
Digitalizacja obiektów rzeczywistych ma zasadnicze znaczenie w różnych dziedzinach.Procesy przemysłowe, takie jak montaż, są skomplikowane, wysoce zautomatyzowane i zazwyczaj oparte na danych CAD (Computer Aided Design). Problem polega na tym, że ten sam poziom automatyzacji jest również wymagany przy kontroli jakości. Bardzo skomplikowanym zadaniem jest, na przykład, montaż współczesnego samochodu, jako że składa się on z wielu części, które muszą wzajemnie współgrać. Optymalne działanie tego procesu jest zapewnione przez systemy kontroli jakości. W szczególności geometria części metalowych musi zostać gruntownie sprawdzona w celu zapewnienia, że posiadają one odpowiednie wymiary, są dopasowane i ze sobą współgrają.